# 小沼則義
小沼 則義（こぬま のりよし）は日本の音響監督・ミキサー。ビットグルーヴ・プロモーション所属。

## 来歴
オーディオ・プランニング・ユーでスタジオマンとして経験を積み、2018年に独立、現在フリー。

## 担当作品

### アニメーション作品

#### 2009年
- クレヨンしんちゃん オタケベ!カスカベ野生王国（アシスタント・ミキサー）
- それいけ!アンパンマン だだんだんとふたごの星（アシスタント・ミキサー）

#### 2011年
- ドラえもん（アシスタントミキサー）
- 映画ドラえもん 新・のび太と鉄人兵団 〜はばたけ 天使たち〜（アシスタント・ミキサー）
- それいけ!アンパンマン すくえ! ココリンと奇跡の星（アシスタント・ミキサー）

#### 2012年
- それいけ!アンパンマン（アシスタント・ミキサー）（2012年10月12日、2012年10月26日 - 2018年10月5日）
- NINJAハットリくんリターンズ（ミキサー）
- 映画ドラえもん のび太と奇跡の島 〜アニマル アドベンチャー〜
- 史上最強の弟子ケンイチ OVA（アシスタント・ミキサー）
- クレヨンしんちゃん 嵐を呼ぶ!オラと宇宙のプリンセス（アシスタント・ミキサー）
- それいけ!アンパンマン よみがえれ バナナ島（アシスタント・ミキサー）

#### 2013年
- 映画ドラえもん のび太のひみつ道具博物館
- クレヨンしんちゃん バカうまっ!B級グルメサバイバル!!（アシスタント・ミキサー）
- それいけ!アンパンマン とばせ! 希望のハンカチ（アシスタント・ミキサー）
- ルパン三世VS名探偵コナン THE MOVIE（アシスタント・ミキサー）

#### 2014年
- 映画ドラえもん 新・のび太の大魔境 〜ペコと5人の探検隊〜（アシスタント・ミキサー）
- となりの関くん（アシスタント・ミキサー）
- 名探偵コナン 異次元の狙撃手（アシスタント・ミキサー）
- それでも世界は美しい（アシスタント・ミキサー）
- それいけ!アンパンマン りんごぼうやとみんなの願い（アシスタント・ミキサー）

#### 2015年
- アニメで分かる心療内科（ミキサー）
- 映画ドラえもん のび太の宇宙英雄記（アシスタント・ミキサー）
- 俺物語!!（アシスタント・ミキサー）
- 名探偵コナン 業火の向日葵（アシスタント・ミキサー）
- 新あたしンち（ミキサー）

#### 2016年
- 映画ドラえもん 新・のび太の日本誕生（アシスタント・ミキサー）
- 名探偵コナン 純黒の悪夢（アシスタント・ミキサー）
- パズドラクロス（ミキサー）

#### 2017年
- 映画ドラえもん のび太の南極カチコチ大冒険（アシスタント・ミキサー）
- 名探偵コナン から紅の恋歌（アシスタント・ミキサー）
- コードギアス 反逆のルルーシュ I 興道（アシスタント・ミキサー）

#### 2018年
- コードギアス 反逆のルルーシュ II 叛道（アシスタント・ミキサー）
- 映画ドラえもん のび太の宝島（アシスタント・ミキサー）
- パズドラ（ミキサー）
- 名探偵コナン ゼロの執行人（アシスタント・ミキサー）
- コードギアス 反逆のルルーシュ III 皇道（アシスタント・ミキサー）
- 名探偵コナン（ミキサー）
- バキ（ミキサー）

#### 2019年
- コードギアス 復活のルルーシュ（アシスタント・ミキサー）
- 映画ドラえもん のび太の月面探査記（アシスタント・ミキサー）
- 名探偵コナン 紺青の拳（アシスタント・ミキサー）

#### 2020年
- レベッカ（ミキサー）
- バキ 大擂台賽編（ミキサー）
- エタニティ 〜深夜の濡恋ちゃんねる♡〜（ミキサー）

#### 2021年
- 名探偵コナン 緋色の不在証明（ミキサー）
- 名探偵コナン 緋色の弾丸（ミキサー）
- ましろのおと（音響監督）[1]
- iiiあいすくりん（音響監督）
- DELIVER POLICE/西東京市デリバー警察隊（音響監督）
- 旅はに（録音調整）

#### 2022年
- 史上最強の大魔王、村人Aに転生する（音響監督・整音）[2]
- カッコウの許嫁（音響監督）
- 範馬刃牙（ミキサー）
- iiiあいすくりんW（音響監督）
- PUI PUI モルカー DRIVING SCHOOL（音響）[3]
- ぷにるんず（音響監督）[4]
- 名探偵コナン ハロウィンの花嫁（ミキサー）
- 名探偵コナン 本庁の刑事恋物語〜結婚前夜〜（ミキサー）

#### 2023年
- 僕の心のヤバイやつ（音響監督[5]）
- 名探偵コナン 黒鉄の魚影（ミキサー）
- 名探偵コナン 灰原哀物語〜黒鉄のミステリートレイン〜（ミキサー）
- ゴー!ゴー!びーくるずー（音響監督）
- 範馬刃牙　外伝ピクル＋野人戦争編（ミキサー）
- 範馬刃牙　地上最強の親子喧嘩編（ミキサー）

#### 2024年
- ひみつのアイプリ（音響監督[6]）
- 僕の心のヤバイやつ 第2期（音響監督）
- 外科医エリーゼ（音響監督・整音）
- 義妹生活（音響監督[7]・整音）
- 名探偵コナン 100万ドルの五稜星（ミキサー）
- 名探偵コナン vs. 怪盗キッド（ミキサー）
- 殿と犬（音響監督[8]）
- ぷにるんず ぷに2（音響監督[9]）
- PUI PUI モルカー ザ・ムービー MOLMAX（音響監督）

#### 2025年
- 黒岩メダカに私の可愛いが通じない（音響監督[10]）
- カッコウの許嫁 Season2（音響監督[11]）
- ひみつのアイプリ リング編（音響監督[12]）
- 追放者食堂へようこそ!（音響監督[13]）
- 名探偵コナン 隻眼の残像（ミキサー）
- ぷにるんず ぷに3（音響監督）[14]

#### 2026年
- 死亡遊戯で飯を食う。（音響監督[15]）
- 劇場アニメ 僕の心のヤバイやつ（音響監督[16]）

### 外画（日本語版録音演出）
- レゴヒドゥンサイド -ゴーストハント-
- 今ドキ! インド婚活事情
- ドゥームズデイ
- ギャング・オブ・ロンドン
- デンジャー・ゾーン
- カントリー・コンフォート 〜家族の歌〜
- サンダーフォース -正義のスーパーヒロインズ-
- ソニックカラーズ アルティメット
- ママと私と過去と未来
- ラビッツ　インベージョン　ドキドキ火星ミッション
- 彼女のかけら

### オーディオドラマ
- ∴ゆえにオーディオドラマ [17]
- 君と世界が終わる日に